# Грошев, Андрей Михайлович
Андрей Михайлович Грошев (род. 28 сентября 1979, Горький, Горьковская область, РСФСР, СССР) — российский медиаменеджер, журналист, режиссёр, сценарист. Автор стихов, пьес и сценариев.
Член Союза журналистов России.

## Биография
Андрей Грошев родился 28 сентября 1979 года в Горьком.
Окончил исторический факультет Нижегородского Государственного университета им. Н. И. Лобачевского по специальности «Политология» и юридический факультет Московского Университета им. С. Ю. Витте по специальности «Гражданское право».
В 1998 году пришёл стажёром режиссёра на ФГУП НОГТРК. Прошел путь от ассистента режиссёра до режиссёра и ведущего.
В 1999—2007 годах — режиссёр-постановщик авторских программ Александра Цирульникова «VIP» и «Поверьте на слово» на канале НТР. Гостями программ были многие известные персоны — путешественник Тур Хейердал, Председатель Государственной Думы РФ II и III созывов Геннадий Селезнёв, политик Владимир Жириновский, режиссёр и актёр Николай Губенко, вдова океанографа Жака-Ива Кусто — Франсин Триплет-Кусто, губернаторы Нижегородской области — Иван Скляров, Геннадий Ходырев, Валерий Шанцев и многие другие.
В 2002 году по совету Александра Цирульникова Андрей Грошев стал автором и ведущим телепроекта «Объект внимания».
Наставником Грошева в театральной режиссуре стала Заслуженный деятель искусств РФ Рива Левите, общение с которой переросло в дружбу и совместное творчество. В 2000-х Грошев участвовал в ряде постановок, которые осуществляла Левите на сцене Учебного театра Нижегородского театрального училища имени Е. А. Евстигнеева в качестве консультанта.
В 2007—2008 годах занимал должность директора Филиала ВГТРК Государственная телерадиокомпания «Волга» (Ульяновская область).
С 2010 года по 2014 год — директор Филиала ВГТРК Государственная телерадиокомпания «Иртыш» (Омская область).
Во время работы в филиалах ВГТРК Андрей Грошев являлся организатором телемарафонов, создателем и куратором различных телерадиопроектов, которые становились лауреатами Всероссийских профессиональных конкурсов.
В 2016 году Андрей Грошев стал сотрудником Российского Федерального Ядерного Центра — ВНИИЭФ, возглавил Управление информации и медиакоммуникаций.
В 2023 году по приглашению Российского общества «Знание» в качестве креативного продюсера принимал участие в разработке концепций работы общества в крупных Всероссийских мероприятиях.
Предложил формулировку понятия «Театральный ситком» (смех сквозь правду и оптимизацию жизненного процесса).
Занимается созданием информационных, тематических программ и мероприятий, разработкой и реализация концепций и тем крупных федеральных проектов, мероприятий (фестивали, форумы и т. д.)
В 2024 году приглашён в качестве Креативного директора в Театр «Кашемир».

## Литературная деятельность
Азы сценарного искусства, Грошев получил у режиссёра и сценариста, Народного артиста СССР Марлена Хуциева. Общение с ним положило начало формирования Грошева, как литератора.
Как литератор Андрей Грошев начал публиковаться в 2007 году, тогда вышла его первая пьеса. Дальше был промежуток молчания, как говорится, «писал в стол». В конце 2020 году, опубликовал пьесу «Человек и Наставник», написанную по мотивам Летописи Свято-Троицкого Серафимо-Дивеевского женского монастыря и Жития Преподобного Серафима Саровского. Пьеса нашла положительные отзывы в церковной среде и у читателей светской литературы.
В 2020 году, опубликовал пьесу «Моя Весна», в которой сквозь судьбу линкора «Марат» смог показать жизнь, патриотизм и дух советских людей в годы Великой Отечественной войны.
В 2021 году, стал публиковать стихи, которые быстро стали популярными в России, СНГ и среди русскоязычного населения разных стран. Его стихи не раз отмечались Российским союзом писателей и Союзом писателей России.
Андрей Грошев определяет стиль своего творчества, как «письменная живопись». То, что видит глаз в повседневной жизни, то, что может присниться ночью или случайно проснуться в воображении, то, что с помощью слов может ожить. Слова рисуют картины жизни, сюжеты, передают несказанное, но ощущаемое.
В 2021 году, у Грошева вышла книга стихов «Чувства».
В книге строки вызывают воображение, поднимают разум и чувства на разговор. Ежедневно рисуя жизнь, стараться сознавать её составляющие, видеть смыслы, помнить истоки, корни, традиции, знать, что передать детям, это всё ежедневно заботит человека.
Слова — инструмент передачи и приёма смысла. Пять органов чувств дают богатейшее состояние: зрение, осязание, слух, вкус, обоняние. Из них создаются смыслы.
Ожившие ситуации прошлого, настоящего, будущего мы можем увидеть в сказанном. У нас всегда есть возможность остановиться, задуматься, остаться с собой, рассмотреть знакомые и незнакомые роли, ощутить важность и ценность жизни.
Андрей Грошев сотрудничает и с другими авторами. Так, в 2021 году, увидело свет стихотворение «Чудеса — это мы», написанное Грошевым в соавторстве с журналистом, литератором и автором песен Кириллом Савиновым. Данное произведение нашло отклик у русскоязычных читателей по всему Миру.
В 2022 году, автор создал литературную программу — моноспектакль «Чувства», презентация которой прошла 6 февраля 2022 года в родном городе автора — Нижнем Новгороде на сцене Нижегородского государственного академического театра кукол.
Публикации стихов Андрея Грошева выходят в различных литературных сборниках и на литературных сайтах в Интернете.

## Награды и премии
- Лауреат премии «Золотая дюжина» (2007 год). Вошёл в список влиятельных нижегородских политиков и политических журналистов;
- Благодарность Генерального директора ФГУП ВГТРК (2011 г.);
- Благодарность Генерального директора Государственной корпорации РОСАТОМ (2022 г.).

За вклад в развитие русской литературы награждён:
- Почётный знак и диплом лауреата Всероссийского литературного конкурса «Герои Великой Победы» (2021 г.);
- Памятная медаль Пуликовского за поддержку военно-патриотического движения России (2020 г.);
- Юбилейная медаль «75 лет Победы в Великой Отечественной войне 1941—1945 гг.» (2020 г.);
- Дважды награждён медалью Сергея Есенина (2021 г.[14], 2022 г.);
- Медаль «Георгиевская лента 250 лет» (2021 г.)[15];
- Медаль «Святая Русь» (2022 г.);
- Медаль «Просветители Кирилл и Мефодий», учреждённая Российским союзом писателей, — «за вклад в русскую литературу» (2023 г.)[16];
- Памятная медаль «За поддержку и участие в патриотическом движении России» (2024 г.);
- Медаль Пушкина, учрежденная Общероссийской общественной организацией «Российский союз писателей» (2024 г.);
- Медаль «Николай Гоголь. 215 лет», учрежденная Общероссийской общественной организацией «Российский союз писателей» (2024 г.)[13];
- Почётная памятная медаль «80 лет Победы в Великой Отечественной войне 1941—1945 гг.» (2025 г.);
- Медаль «Георгиевская лента – 80 лет Великой Победы», учреждённая Общероссийской общественной организацией «Российский союз писателей» — «за вклад в развитие русской литературы в духе патриотизма и возрождения интереса к героической истории России» (2025 г.)

Андрей Грошев также удостоен различных российских медалей и наград за профессиональную деятельность, за вклад в укрепление национального самосознания и патриотизма, возрождения интереса к героической истории России, отдельно отмечены его достижения за значительный вклад в развитие русской литературы.